# Stanislav Zamazal
Stanislav Zamazal (* 18. června 1943) byl český a československý politik Komunistické strany Československa a poslanec Sněmovny lidu Federálního shromáždění za normalizace.

## Biografie
K roku 1981 se profesně uvádí jako předseda JZD. Šlo o JZD 9. sjezdu v obci Jezernice.
Ve volbách roku 1981 usedl za KSČ do Sněmovny lidu (volební obvod č. 132 – Hranice, Severomoravský kraj). Mandát obhájil ve volbách roku 1986 (obvod Hranice). Ve Federálním shromáždění setrval do konce funkčního období, tedy do voleb roku 1990. Netýkal se ho proces kooptací do Federálního shromáždění po sametové revoluci.
Když došlo k 31. březnu 1990 po rozhodnutí členské schůze k rozdělení stávajícího JZD Jezernice na dvě samostatná družstva, stal se Zamazal předsedou ZD Podlesí Drahotuše.